# Király Pál (gépészmérnök)
Dadai Király Pál (Budapest, 1880. május 16. – Ciudad Trujillo, 1953. szeptember 6.) magyar gépészmérnök és fegyvertervező.

## Élete
Dadai Király Pál és Tóth Etelke gyermekeként született. 1902-ben a Budapesti Műszaki Egyetemen gépészmérnöki képesítést szerzett, 1907-től ugyanitt tanársegédként dolgozott. Eközben 1909-ben tartalékos tüzér hadnagyi rendfokozatot kapott. 1914 augusztusában bevonult és az első világháborút végéig szolgált a monarchia haderejében, századosként szerelt le. Első ismert tanulmányát 1915-ben publikálták, amely német nyelven jelent meg, „Az önműködő kézi lőfegyverek zárjának működése reteszelés nélkül” címmel. Az Osztrák–Magyar Monarchia megszűnését követően Magyarországnak megtiltották a fegyverek tervezését, ezért Király Svájcba költözött, a SIG neuhauseni fegyvergyárban helyezkedett el. Itt az 1920-as években általa megtervezett SIG K.E.7 és SIG Kf.7 géppuskákat exportra gyártották, és a SIG MKMO géppisztolyt, amelyet alakja miatt gyakran gépkarabélyként sorolnak be (szerkezeti megoldásai a 39 M-ben fognak ismét megjelenni). A Magyarország számára tervezett lövészfegyvereinek kísérleti példányait a SIG nem engedélyezte legyártatni.
Miután Magyarországon 1928-ban ismét megindultak a fegyverfejlesztések, 1929-ben hazaaköltözött, és a Danuvia gépgyárnak tervezett fegyvereket, de a SIG-nél is érvényes szerződése volt. Még ebben az évben tervezte meg a KD Danuvia pisztolyt (amelynek egyenes ági leszármazottja a Walther P38). Az 1930-as években öntöltőpuskákat tervezett, Svájcban a Neuhau gépkarabélyt is ebben az időben hozta létre, amit Mauser (7,63×25 mm és 9×25 mm) és Parabellum (7,65×21 mm és 9×19 mm) töltényekre csöveztek. Magyarországon először a Király-géppisztolycsalád első változatát (39 M.) rendszeresítette a Királyi Honvédség. A sunblest cikke szerint Magyarországon a Danuvia nem alkalmazta munkavállalóként 1929–1944 között, a szabadalmi jogdíjaiból és fegyvereinek gyártása után kapott Danuvia-bevételrészből élt. A cikk szerint 1932-ben egy öntöltőpuskáján először alkalmazott csőszájféket, 4 évvel megelőzve az elsőnek kikiáltott Szergej Gavrilovics Szimonovot.
1944-ben elhagyta az országot, majd Svájcba, onnan a Dominikai Köztársaságba emigrált, ahol az Armeria of San Cristobal fegyvergyár alkalmazta. Az ő szabadalmai alapján tervezték a Cristobal karabélyt, amelyet eleinte Kiraly–Cristobal karabélyként készítették, 1951-ben marketing okokból a Kiraly előtagot elhagyták. Még ebben az évben rendszeresítette a Magyar Népköztársaság a korábbi 44 M. géppisztolyából adaptált Kucher K1-et, aminek tervezését volt kollégája, Kucher József fejezte be. 1953-ban elhunyt, így már nem érhette meg, hogy szabadalmazott megoldásaival 1961-ben bevezették fegyverét a belga FN FAL vetélytársaként.
Legsikeresebb fegyvere a Cristobal-karabélycsalád, melyekből 250 000 darabot gyártottak le. Utolsó tervezését 1962-ben, halála után szabadalmaztatták.